# Lazanias
Lazanias (gr. Λαζανιάς) – wieś w Republice Cypryjskiej, w dystrykcie Nikozja. W 2011 roku liczyła 39 mieszkańców.